# Seconde mineure

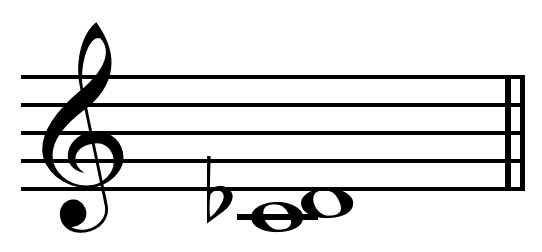
Une seconde mineure do-ré bémol.

En musique, une seconde mineure est un intervalle d'un demi-ton diatonique, par exemple mi-fa. Dans un tempérament égal à douze demi-tons (gamme tempérée), la seconde mineure est l'équivalent enharmonique de l'unisson augmenté.